# 주도미니카 공화국 대한민국 대사관
주도미니카 공화국 대한민국 대사관은 도미니카 공화국 산토도밍고에 개설된 대한민국 외교부 소속의 대사관이다. 이 공관은 바하마, 도미니카 연방, 아이티, 앤티가 바부다, 세인트키츠 네비스 주재 대한민국 대사관을 겸임한다.

## 역사
대한민국은 1962년 6월 6일에 도미니카 공화국과 수교했다. 대한민국 정부는 도미니카 공화국과 수교한 이후에 한동안 멕시코(1962년 ~ 1974년), 베네수엘라(1974년 ~ 1980년) 주재 대한민국 대사관에서 도미니카 공화국과 관련된 외교 임무를 겸임해 오다가 1980년 12월 16일에 도미니카 공화국 산토도밍고에 주도미니카 공화국 대한민국 대사관을 설립했다. 도미니카 공화국 정부는 1983년 3월 27일에 대한민국 서울에 주한 도미니카 공화국 대사관을 설립했다.

## 역대 대사
- 제1대: 이복형 (1981년 5월 ~ 1983년 8월)
- 제2대: 강대완 (1983년 9월 ~ 1986년 10월)
- 제3대: 김성식 (1986년 11월 ~ 1991년 1월)
- 제4대: 박련 (1991년 2월 ~ 1993년 11월)
- 제5대: 조기일 (1993년 12월 ~ 1996년 8월)
- 제6대: 이창호 (1996년 9월 ~ 1998년 9월)
- 제7대: 배진 (1998년 10월 ~ 2001년 9월)
- 제8대: 김주억 (2001년 10월 ~ 2003년 10월)
- 제9대: 이준일 (2003년 11월 ~ 2006년 3월)
- 제10대: 인병택 (2006년 4월 ~ 2008년 4월)
- 제11대: 강성주 (2008년 5월 ~ 2011년 3월)
- 제12대: 박동실 (2011년 4월 ~ 2014년 3월)
- 제13대: 오한구 (2014년 4월 ~ 2017년 3월)
- 제14대: 김병연 (2017년 4월 ~ 2020년 5월)
- 제15대: 이인호 (2020년 6월 ~ 2022년 12월)
- 제16대: 이상열 (2022년 12월 ~ 현재)

## 같이 보기
- 대한민국-도미니카 공화국 관계
- 주한 도미니카 공화국 대사관
- 대한민국의 재외공관 목록
- 도미니카 공화국 주재 외국공관 목록